# Plaza Francisco Morazán
La plaza Francisco Morazán está ubicada en el centro histórico de la ciudad de San Salvador, El Salvador. En el lugar destaca el monumento al héroe centroamericano Francisco Morazán, que contiene altorrelieves de batallas protagonizadas por el caudillo, y figuras que representan a las cinco naciones que formaron la República Federal de Centro América. Es considerado el monumento más antiguo de esta ciudad. Al costado sur de la plaza, se encuentra el Teatro Nacional de San Salvador.

## Historia

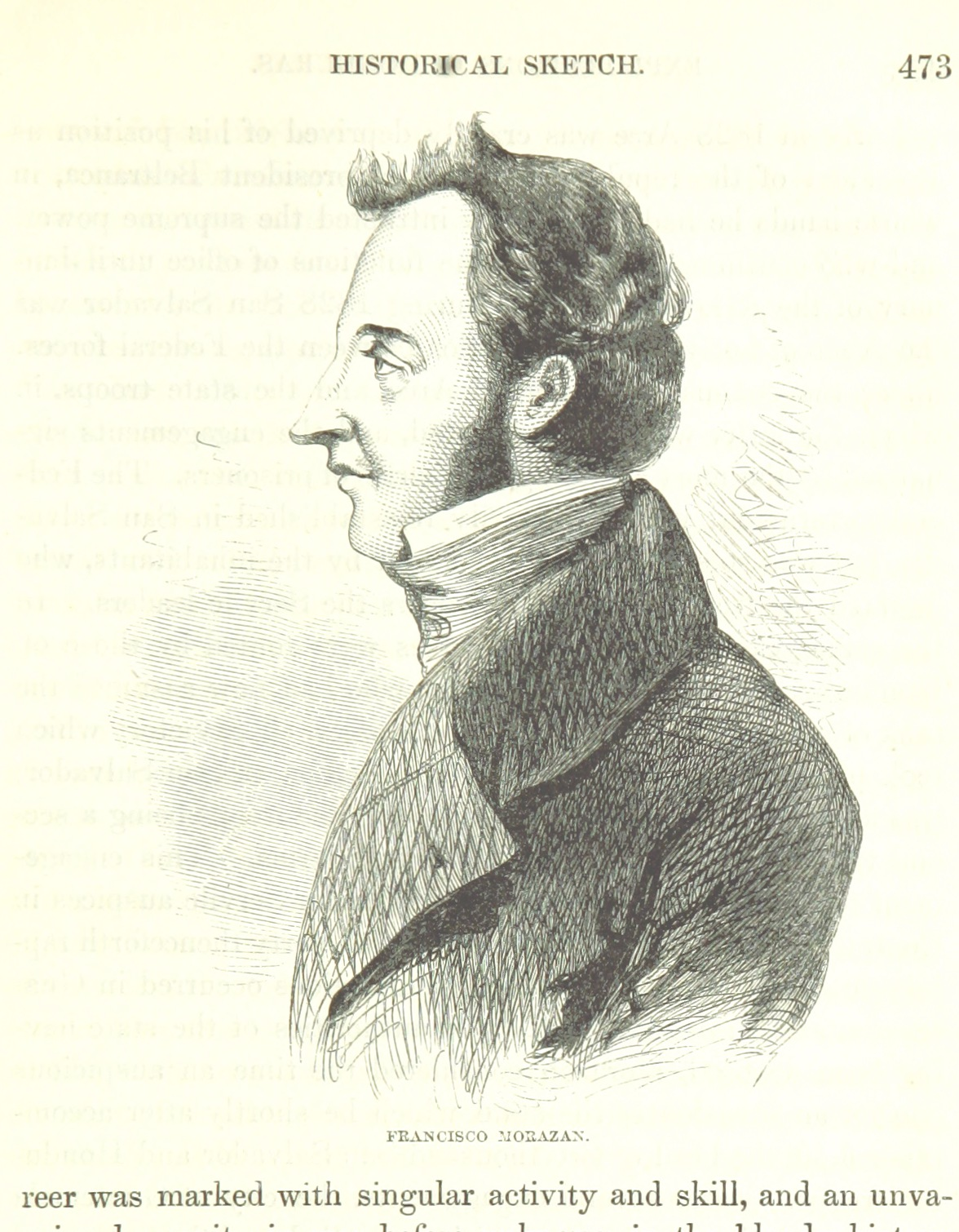
Francisco Morazan.

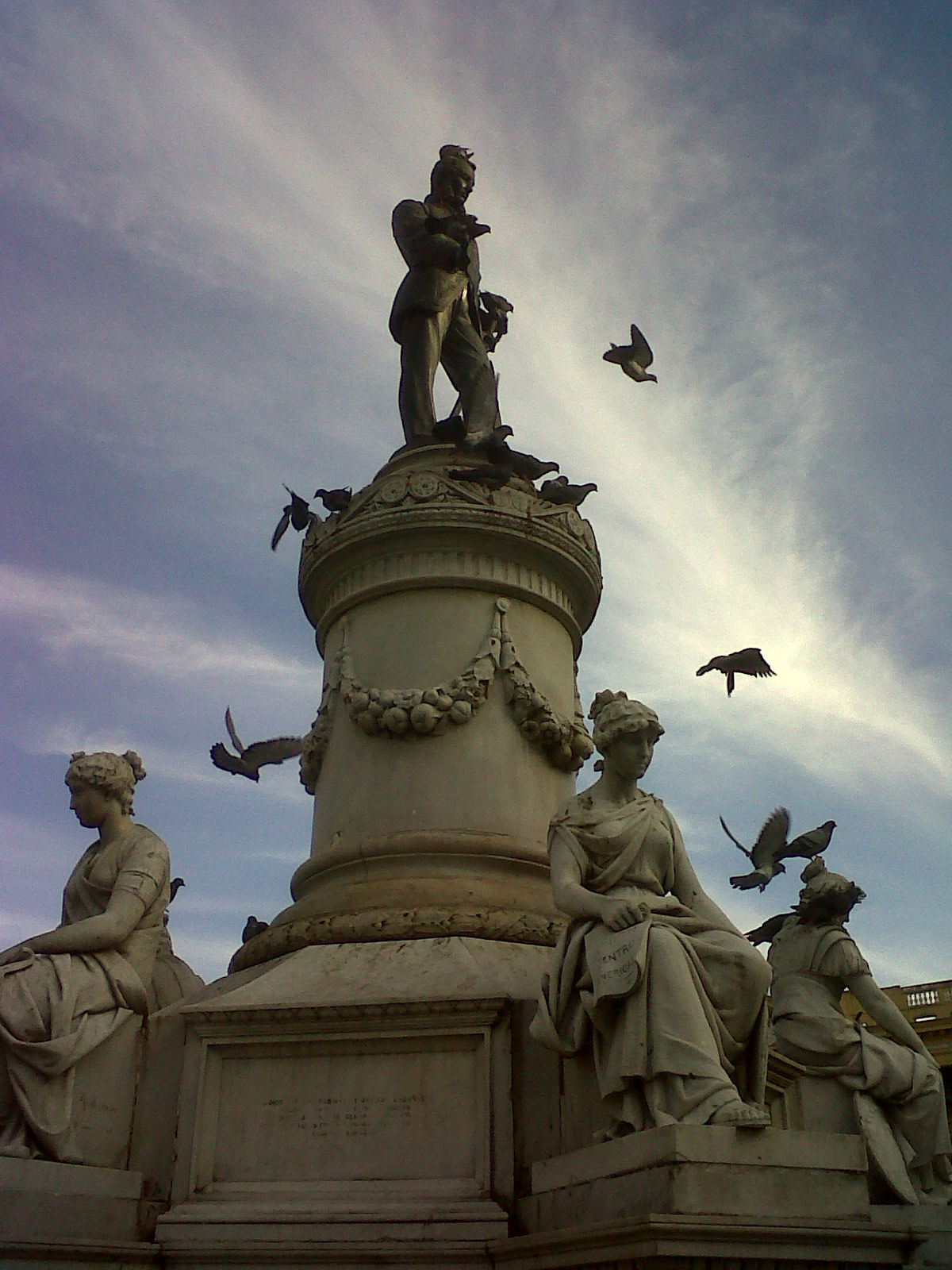
Monumento a Francisco Morazán, el monumento más antiguo de San Salvador aún en pie.

Señor Dr Don Rafael Zaldívar

El Gobierno de El Salvador, presidido por Rafael Zaldívar, dispuso la erección de una estatua de mármol en honor a Francisco Morazán, presidente de la República Federal de Centro América, para el 15 de marzo de 1882, en vista del cuadragésimo aniversario de su muerte. La obra fue encargada al artista Francisco Durini, en Génova, Italia. Al evento fue invitado el Gobierno de Honduras, al cual se le requirió el nombramiento de un comisionado, dignidad que recayó en el Licenciado Cruz Ulloa, yerno de Morazán. Por su parte, la Cámara de Senadores del estado salvadoreño decretó el 15 de marzo como "fiesta cívica nacional". 
De acuerdo al programa oficial, en horas de la mañana del día de la develación del monumento, un número de 5.000 hombres se presentaron en valla de honor desde la Casa Presidencial de El Salvador hasta la Plaza. La comitiva del Presidente incluyó a una compañía de Zapadores, y otra de Cazadores, que presidieron al Estado Mayor; también escoltaron al mandatario alumnos de colegios, Corporación Municipal, Gobernador departamental, Jueces y otros funcionarios del Poder Judicial, representantes de la Universidad, funcionarios de Hacienda, Congresistas, Tribunal Supremo de Justicia,  Comisionados de Centroamérica,  Secretarios de Estado y Ministros extranjeros.
Acto seguido, el presidente de la República corrió el velo del monumento en medio de las salvas de artillería, declarándolo inaugurado; posteriormente, un orador oficial ocupó la tribuna, y después lo hicieron todos aquellos que por su propia iniciativa tomaron la palabra. Al final, los veteranos sobrevivientes de las campañas del General Morazán hicieron guardia de honor al pie del monumento, y se tomó por Jefe del cuerpo al más antiguo de ellos; asimismo, hubo una parada militar en la Plaza de Armas, en la cual, una vez concluida, se rindió honores a la Bandera de la República Federal de Centro América. El estandarte fue llevado al lugar del monumento, adonde continuarían los tributos con el depósito de coronas florales y discursos de representantes de diversas entidades cívicas y gubernamentales. La jornada culminó con un banquete en el teatro de la ciudad.
El discurso del Presidente Zaldívar comprendía estas palabras:

Tengo grande honra declarar inaugurado el Monumento que en nombre de los salvadoreños, he hecho levantar, al más esforzado de sus caudillos y al más ilustre de los héroes...Conciudadanos: honremos la memoria de aquel esclarecido patriota, inspirándonos en las altísimas ideas y nobles sentimientos de su genio inmortal y afiliémonos  a la Santa causa que él sostuvo, que es la del progreso, y de la Unión Nacional, para que cuanto antes, veamos realizados el más ferviente deseo de los salvadoreños, la reorganización de nuestra querida Patria, Centro América, y podamos agruparnos todos bajo el pabellón bicolor, que es la más gloriosa enseña de nuestra nacionalidad.

Por su parte, el orador hondureño Álvaro Contreras, en representación del Poder Ejecutivo de esa nación, expresó: 

Estamos en presencia de la personificación en bronce del primer héroe centroamericano. El cincel del artista ha venido ha inmortalizar  la noble imagen del hombre extraordinario que por maravillosa manera supo improvisarse el señor de la victoria, el numen del patriotismo, el genio de la libertad, el inmortal favorito de la gloria...

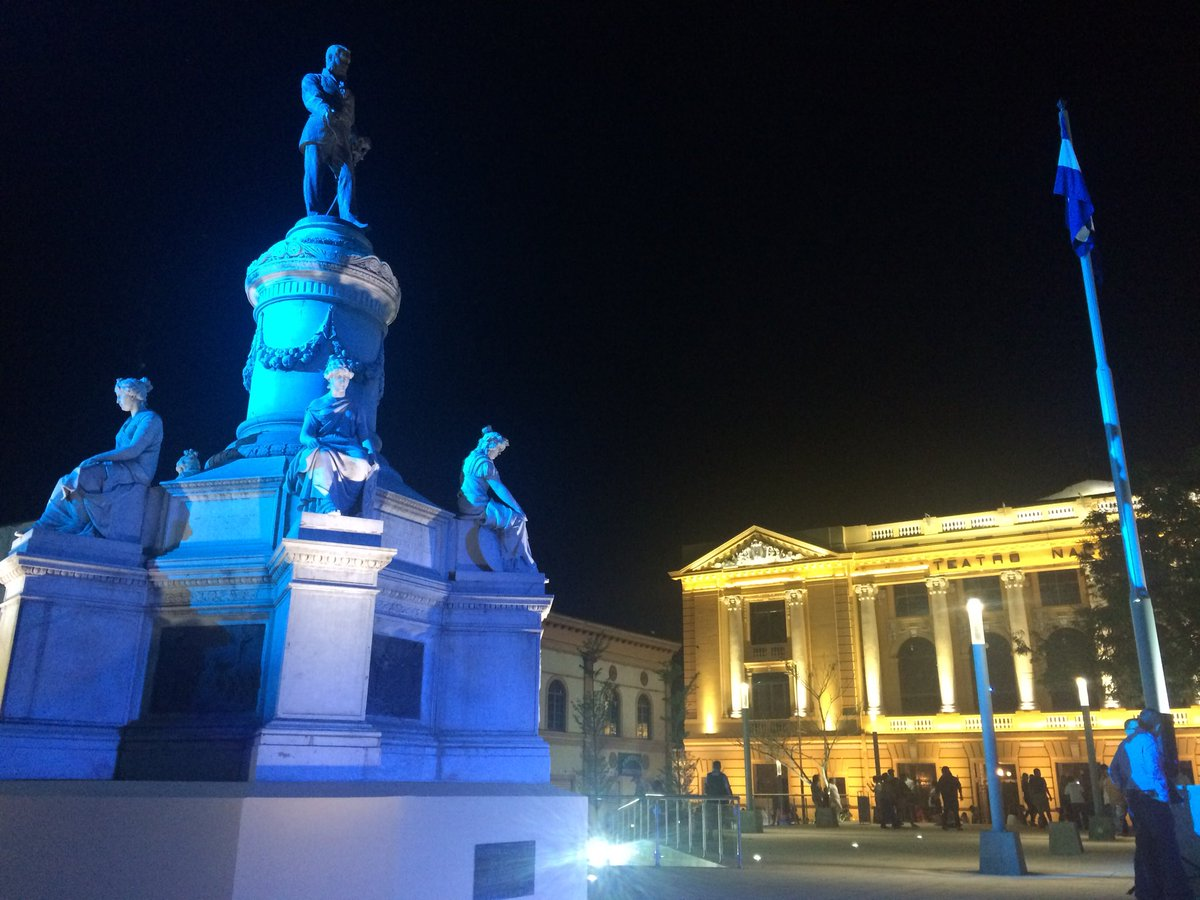
Plaza Francisco Morazán

De igual manera tomaron parte diversas personalidades, sea con discursos o poemas, tales como: Rafael Reyes, David Castro y Juan José Cañas, por parte de la Universidad; Luciano Hernández por la Municipalidad; Manuel Barriere por la Sociedad "La Juventud"; Francisco Arriola y el poeta Miguel Plácido Peña por la asociación "La Democracia"; Pablo Buitrago en representación del Gobierno de Nicaragua, y el mismo Cruz Ulloa por Honduras; también asistieron los poetas Rubén Darío, Calixto Velado, Joaquín Aragón y Carlos Bonilla.
En el año 1911, durante la administración de Manuel Enrique Araujo, se reconstruyeron las aceras del parque con ladrillo de cemento y se le retiraron las puertas "para que siempre pudiera ser visitado por el público"; estas obras se llevaron a cabo con un costo de $1,686.26 aunque habían sido calculados los costos en $3,000.